# Haute tige
Un arbre fruitier est dit de « haute tige » ou de « plein-vent » dès lors que son tronc mesure plus de 1,60 mètre de hauteur.
C'est le type d'arbre utilisé en pré-verger. Ce type de culture se raréfie au profit des monocultures de vergers basses tiges.

## Intérêt écologique
Les troncs de ces arbres se creusent avec le temps. Ces cavités servent de gîte à de nombreuses espèces notamment la chouette chevèche et des chauves-souris arboricoles comme la pipistrelle de Nathusius.